# 琴錦登
琴錦 登（ことにしき のぼる、1922年3月7日 - 1974年7月14日 ）は、香川県観音寺市出身で二所ノ関部屋に所属した大相撲力士。本名は藤村 登。身長177cm、体重120kg。得意手は右四つ、寄り、とったり。最高位は東小結。現役引退後は佐渡ヶ嶽部屋を興し、横綱琴櫻たちを育てた。

## 来歴
1938年1月場所初土俵。1944年11月場所で新入幕してから1955年5月場所の引退まで幕内に連続31場所在位する。師匠玉錦譲りの速攻が身上で、右差し、左おっつけで一気に出る取り口が特徴の大物食いで知られた。時には立合いからとったりの奇襲を見せたりし、横綱・千代の山を大の得意とし通算7勝8敗と互角に闘った。
1946年6月14日から、大阪市阿倍野橋において晴天11日間開催された大阪準本場所で11戦全勝優勝。本場所ではないので公式に優勝力士として認定されてはいないが、番付に影響しないこと以外は本場所と同列に扱われたので力士は本場所同様の真剣勝負を行なっており、その中での全勝は評価され名小結と呼ばれている。
引退後は、年寄・佐渡ヶ嶽を襲名して二所ノ関部屋で後進の指導にあたるが、1955年9月、佐渡ヶ嶽部屋を興し、独立前からの内弟子だった大関琴ヶ濱、直弟子から横綱琴櫻、関脇長谷川らを育てた。自身の独立に際し苦労したが弟子の琴櫻が独立の意思を持っていると知った際は猛反対、内弟子を見つけると強引に自分の部屋に入門させたりもした（その中には後の大関琴風がいた）。
1974年7月場所前に琴櫻が引退。その直後に体調を崩し、帰京し、都内の病院に入院。琴櫻の引退からわずか10日後の7月14日に心筋梗塞で死去した。佐渡ヶ嶽部屋は琴櫻が継いだ。
四股名の中にある琴は琴錦の地元にある琴弾八幡宮に由来する。

## 主な成績
- 通算成績：258勝256敗23休 勝率.502
- 幕内成績：188勝215敗23休 勝率.467
- 現役在位：45場所
- 幕内在位：31場所
- 三役在位：3場所（小結3場所）
- 三賞：1回
  - 敢闘賞：1回 (1953年9月場所)
- 金星：7個（照國1個、東富士2個、千代の山3個、羽黒山1個）引退時まで最多記録を保持。
- 各段優勝
  - 序二段優勝：1回 (1939年5月場所)

### 場所別成績
| 1938年 （昭和13年） | （前相撲）         | x                  | （前相撲）               | x                    |
| 1939年 （昭和14年） | 西序ノ口21枚目 4–3 | x                  | 東序二段35枚目 優勝 8–0  | x                    |
| 1940年 （昭和15年） | 西三段目35枚目 5–3 | x                  | 東三段目15枚目 4–4       | x                    |
| 1941年 （昭和16年） | 東三段目10枚目 5–3 | x                  | 西幕下34枚目 5–3         | x                    |
| 1942年 （昭和17年） | 西幕下20枚目 3–5   | x                  | 東幕下22枚目 5–3         | x                    |
| 1943年 （昭和18年） | 西幕下10枚目 6–2   | x                  | 東十両12枚目 9–6         | x                    |
| 1944年 （昭和19年） | 西十両6枚目 10–5   | x                  | 東十両筆頭 6–4           | 東前頭17枚目 5–5     |
| 1945年 （昭和20年） | x                  | x                  | 西前頭8枚目 5–2          | 西前頭2枚目 3–7      |
| 1946年 （昭和21年） | x                  | x                  | x                        | 西前頭6枚目 7–6      |
| 1947年 （昭和22年） | x                  | x                  | 東前頭3枚目 7–3          | 東張出小結 4–7       |
| 1948年 （昭和23年） | x                  | x                  | 東前頭3枚目 4–7          | 東前頭8枚目 6–5      |
| 1949年 （昭和24年） | 東前頭7枚目 10–3   | x                  | 東前頭2枚目 4–11 ★       | 西前頭6枚目 8–7      |
| 1950年 （昭和25年） | 西前頭2枚目 5–10   | x                  | 西前頭6枚目 4–11         | 西前頭11枚目 7–8     |
| 1951年 （昭和26年） | 東前頭12枚目 7–8   | x                  | 西前頭13枚目 11–4        | 西前頭3枚目 8–7      |
| 1952年 （昭和27年） | 東小結 8–7         | x                  | 東小結 5–10              | 東前頭3枚目 8–7 ★    |
| 1953年 （昭和28年） | 東前頭筆頭 3–12 ★  | 東前頭7枚目 10–5   | 東前頭4枚目 6–9 ★        | 東前頭6枚目 10–5 敢★ |
| 1954年 （昭和29年） | 東前頭筆頭 2–9–4 ★ | 西前頭7枚目 1–10–4 | 西前頭16枚目 11–4        | 東前頭7枚目 7–8      |
| 1955年 （昭和30年） | 東前頭9枚目 7–8    | 西前頭10枚目 5–10  | 西前頭15枚目 引退 0–0–15 | x                    |
| 各欄の数字は、「勝ち-負け-休場」を示す。 優勝 引退 休場 十両 幕下 三賞：敢=敢闘賞、殊=殊勲賞、技=技能賞 その他：★=金星 番付階級：幕内 - 十両 - 幕下 - 三段目 - 序二段 - 序ノ口 幕内序列：横綱 - 大関 - 関脇 - 小結 - 前頭（「#数字」は各位内の序列） |                    |                    |                          |                      |

### 幕内対戦成績
| 力士名   | 勝数 | 負数 | 力士名       | 勝数 | 負数 | 力士名     | 勝数 | 負数 | 力士名         | 勝数 | 負数 |
| -------- | ---- | ---- | ------------ | ---- | ---- | ---------- | ---- | ---- | -------------- | ---- | ---- |
| 愛知山   | 0    | 1    | 安藝ノ海     | 0    | 1    | 朝潮(米川) | 0    | 3    | 東海           | 0    | 1    |
| 東富士   | 4    | 8    | 安念山       | 2    | 1    | 泉洋       | 1    | 0    | 五ツ海         | 3    | 2    |
| 大内山   | 3    | 6(1) | 大熊         | 1    | 0    | 大瀬川     | 0    | 1    | 大起           | 1    | 6    |
| 大昇     | 6    | 2    | 大ノ森       | 1    | 1    | 大晃       | 6    | 1    | 大蛇潟         | 4    | 4(1) |
| 甲斐ノ山 | 3    | 0    | 鏡里         | 1    | 8    | 笠置山     | 0    | 1    | 神錦           | 1    | 2    |
| 北ノ洋   | 2    | 2    | 九州山       | 1    | 0    | 清恵波     | 2    | 5    | 清美川         | 4    | 0    |
| 九州錦   | 1    | 1    | 国登         | 3    | 2    | 高津山     | 1(1) | 1    | 櫻錦           | 0    | 4    |
| 潮錦     | 1    | 3    | 汐ノ海       | 4    | 6    | 嶋錦       | 3    | 3    | 清水川         | 6    | 3    |
| 信州山   | 2    | 0    | 神東山       | 1    | 0    | 駿河海     | 1    | 0    | 千代の山       | 7    | 8    |
| 常ノ山   | 9    | 1    | 鶴ヶ嶺       | 1    | 4    | 照國       | 1    | 8    | 輝昇           | 7    | 2    |
| 出羽錦   | 3    | 8    | 時津山       | 6    | 3    | 栃錦       | 3    | 10   | 豊登           | 1    | 0    |
| 名寄岩   | 6    | 6    | 鳴門海       | 4    | 7    | 成山       | 0    | 3    | 白龍山         | 1    | 0    |
| 羽黒山   | 2(1) | 6    | 大岩山(羽衣) | 1    | 1    | 羽嶋山     | 10   | 3    | 緋縅           | 1    | 0    |
| 備州山   | 6    | 5    | 広瀬川       | 9    | 6    | 福ノ里     | 1    | 0    | 藤田           | 1    | 0    |
| 二瀬山   | 2    | 4    | 不動岩       | 1    | 4    | 前田山     | 0    | 5    | 前ノ山(醍醐山) | 1    | 0    |
| 増位山   | 3    | 4    | 増巳山       | 3    | 0    | 松ノ里     | 0    | 1    | 松登           | 1    | 0    |
| 三根山   | 2    | 7    | 緑國         | 1    | 0    | 緑嶋       | 1    | 0    | 宮城海         | 2    | 0    |
| 宮錦     | 0    | 3    | 陸奥ノ里     | 1    | 0    | 八方山     | 5    | 1    | 吉井山         | 4    | 1    |
| 吉葉山   | 0    | 10   | 若潮         | 0    | 1    | 若瀬川     | 2    | 8    | 若羽黒         | 0    | 1    |
| 若葉山   | 8    | 4    | 若前田       | 2    | 0    |            |      |      |                |      |      |